# ウェックスフォード・オペラ・フェスティバル

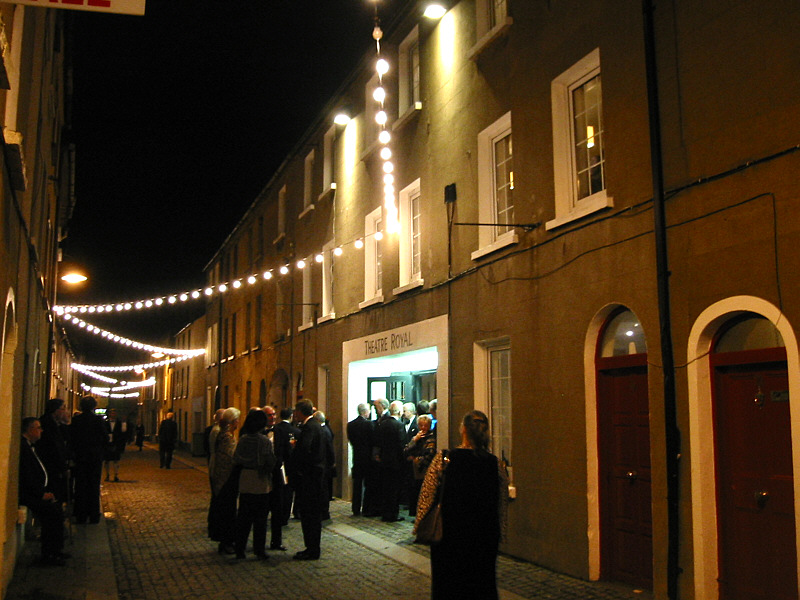
ロイヤル・シアター（2002年）

ウェックスフォード・オペラ・フェスティバル（英語: Wexford Festival Opera）は、アイルランドのウェックスフォードで毎年10月から11月にかけて開催されるオペラの音楽祭。

## 概要
音楽祭は1951年に地元のオペラ研究グループにより創設され、ロイヤル・シアターで開催された。メインはアイルランドの作曲家マイケル・ウィリアム・バルフの『カスティーリャのバラ』だった。以降、アルベルト・ロルツィングの『密猟者』、ヴィンチェンツォ・ベッリーニの『夢遊病の女』など当時としては珍しいレパートリーを取り上げることで注目されるようになり、チャールズ・マッケラスやジョン・プリッチャードらが指揮をし、歌手ではヘザー・ハーパー、ミレッラ・フレーニらが登場した。現在でも個性的なプログラムで知られている音楽祭である。
2005年に会場のロイヤル・シアターが取り壊され、現在は2008年に新たに完成したウェックスフォード・オペラハウスで開催されている。

## 上演記録
- 1951年：マイケル・ウィリアム・バルフ『カスティーリャのバラ』
- 1952年：ガエターノ・ドニゼッティ『愛の妙薬』
- 1953年：ドニゼッティ『ドン・パスクワーレ』
- 1954年：ヴィンチェンツォ・ベッリーニ『夢遊病の女』
- 1955年：アルベルト・ロルツィング『密猟者』、ジャコモ・プッチーニ『マノン・レスコー』
- 1956年：ジョアキーノ・ロッシーニ『チェネレントラ』、フリードリッヒ・フォン・フロトー『マルタ』
- 1957年：ドニゼッティ『連隊の娘』、ロッシーニ『アルジェのイタリア女』
- 1958年：ドニゼッティ『アンナ・ボレーナ』、ジュゼッペ・ヴェルディ『二人のフォスカリ』
- 1959年：ロッシーニ『泥棒かささぎ』、ヴェルディ『アロルド』
- 1960年：劇場改装のため中止
- 1961年：ヴェルディ『エルナーニ』、シャルル・グノー『ミレイユ』
- 1962年：ピエトロ・マスカーニ『友人フリッツ』、ベッリーニ『清教徒』
- 1963年：ドニゼッティ『ドン・パスクワーレ』、アミルカレ・ポンキエッリ『ラ・ジョコンダ』
- 1964年：ドニゼッティ『ランメルモールのルチア』、ロッシーニ『オリー伯爵』、チャールズ・ヴィリアーズ・スタンフォード『から騒ぎ』
- 1965年：ジュール・マスネ『ドン・キショット』、ヴェルディ『ラ・トラヴィアータ』、ヴォルフガング・アマデウス・モーツァルト『偽の女庭師』
- 1966年：ダニエル＝フランソワ＝エスプリ・オベール『フラ・ディアヴォロ』、ドニゼッティ『ルクレツィア・ボルジア』
- 1967年：ロッシーニ『オテロ』、グノー『ロメオとジュリエット』
- 1968年：モーツァルト『皇帝ティートの慈悲』、ジョルジュ・ビゼー『美しきパースの娘』、ロッシーニ『ひどい間違い』
- 1969年：フランツ・ヨーゼフ・ハイドン『報われぬ不実』、ヴェルディ『ルイザ・ミラー』
- 1970年：ベンジャミン・ブリテン『アルバート・ヘリング（英語版）』、レオ・ドリーブ『ラクメ』、ロッシーニ『幸せな間違い』、ドニゼッティ『カーニバルの木曜日』
- 1971年：ビゼー『真珠採り』、プッチーニ『つばめ』、モーツァルト『羊飼いの王様』
- 1972年：カール・マリア・フォン・ウェーバー『オベロン』、ベッリーニ『海賊（英語版）』、レオシュ・ヤナーチェク『カーチャ・カバノヴァー』
- 1973年：ミハイル・グリンカ『イワン・スサーニン』、セルゲイ・プロコフィエフ『賭博師』、ドニゼッティ『当惑した家庭教師』
- 1974年：ジモン・マイール『コリントのメデア』、マスネ『タイス』、ペーター・コルネリウス『バグダッドの理髪師』
- 1975年：ピエトロ・フランチェスコ・カヴァッリ『エリトリア』、エドゥアール・ラロ『イスの王様』、ロッシーニ『試金石』
- 1976年：ヴェルディ『ジョヴァンナ・ダルコ』、オットー・ニコライ『ウィンザーの陽気な女房たち』、ブリテン『ねじの回転（英語版）』
- 1977年：マスネ『エロディアード』、クリストフ・ヴィリバルト・グルック『オルフェオとエウリディーチェ』、ドメニコ・チマローザ『宮廷楽長』、ルイジ・リッチ『女中と軽騎兵』
- 1978年：ジョヴァンニ・バッティスタ・ペルゴレージ『奥様女中』、オイゲン・ダルベール『低地（英語版）』、ハイドン『月の世界』、ベドルジハ・スメタナ『二人のやもめ』
- 1979年：イタロ・モンテメッツィ『三人の王の愛』、ガスパーレ・スポンティーニ『ヴェスタの巫女』、フェデリコ・リッチとルイージ・リッチ『クリスピーノと妖精』
- 1980年：プッチーニ『エドガール』、ゲオルク・フリードリヒ・ヘンデル『オルランド』、カーライル・フロイド『二十日鼠と人間』
- 1981年：エルマンノ・ヴォルフ＝フェラーリ『マドンナの宝石』、モーツァルト『ツァイーデ』、ヴェルディ『一日だけの王様』
- 1982年：フランコ・アルファーノ『サークンタラ』、ハイドン『無人島』、マスネ『グリセリディス（フランス語版）』
- 1983年：ハインリヒ・マルシュナー『ハンス・ハイリング』、ヴォルフ＝フェラーリ『利口な後家』、ドニゼッティ『シャモニーのリンダ（英語版）』
- 1984年：マスネ『ノートルダムの曲芸師』、チマローザ『女の手管』、スメタナ『口づけ』
- 1985年：ヘンデル『アリオダンテ』、クルト・ヴァイル『マハゴニー市の興亡』、アルフレード・カタラーニ『ワリー（英語版）』
- 1986年：エンゲルベルト・フンパーディンク『王子王女』、ロッシーニ『タンクレーディ』、アンブロワーズ・トマ『ミニョン』
- 1987年：マスネ『サンドリヨン』、ウンベルト・ジョルダーノ『おふざけの夕食』、ベッリーニ『異国の女（英語版）』
- 1988年：アントニン・ドヴォルザーク『悪魔とカーチャ』、ジュゼッペ・ガッザニーガ『ドン・ジョヴァンニ』、フェルッチョ・ブゾーニ『トゥーランドット』、サヴェリオ・メルカダンテ『エリザとクラウディオ』
- 1989年：マルシュナー『聖堂騎士とユダヤ女』、モーツァルト『ポントの王ミトリダーテ』、セルゲイ・プロコフィエフ『修道院での結婚』
- 1990年：ルッジェーロ・レオンカヴァッロ『ザザ』、ニコラス・モー（英語版）『月が昇るとき』、フランソワ＝アドリアン・ボイエルデュー『白衣の婦人』
- 1991年：ドニゼッティ『カレーの包囲』、ヘルマン・ゲッツ『じゃじゃ馬ならし』、グルック『予期せぬ邂逅』
- 1992年：マスカーニ『小さなマラート』、ステファン・ストレース『誤解』、マルシュナー『吸血鬼』
- 1993年：ピョートル・チャイコフスキー『チャロデイカ』、ジョヴァンニ・パイジエッロ『セヴィリアの理髪師』、フェルディナン・エロルド『ザンパ』
- 1994年：アントン・ルビンシテイン『デーモン（英語版）』、レオンカヴァッロ『ラ・ボエーム（英語版）』、リヒャルト・ワーグナー『恋愛禁制』
- 1995年：マスカーニ『イリス』、ジョヴァンニ・パチーニ『サフォー』、ニコライ・リムスキー＝コルサコフ『五月の夜』
- 1996年：ドニゼッティ『パリジーナ』、ジャコモ・マイアベーア『北極星』、ズデニェク・フィビフ『シャールカ』
- 1997年：アレクサンドル・ダルゴムイシスキー『ルサルカ』、オットリーノ・レスピーギ『炎』、メルカダンテ『エレナ・ダ・フェルトレ』
- 1998年：アントーニョ・カルロス・ゴメス『フォスカ』、パヴェル・ハース『サルラタン』、リッカルド・ザンドナーイ『エケブの騎士たち』
- 1999年：カール・ゴルトマルク『サバの女王（英語版）』、スタニスワフ・モニューシュコ『幽霊屋敷』、ジョルダーノ『シベリア』
- 2000年：チャイコフスキー『オルレアンの少女』、アドルフ・アダン『我もし王なりせば（英語版）』、ザンドナーイ『コンキータ』
- 2001年：フロトー『アレッサンドロ・ストラデッラ』、ドヴォルザーク『ジャコバン党員（英語版）』、マスネ『サッフォー（英語版）』
- 2002年：ボフスラフ・マルティヌー『ミランドリーナ』、メルカダンテ『誓い（英語版）』、オベール『マノン・レスコー』
- 2003年：ヤロミール・ヴァインベルゲル『バグパイプ吹きシュヴァンダ』、ウェーバー『3人のピント』、エンリケ・グラナドス『マリア・デル・カルメン』
- 2004年：メルカダンテ『ヴェスタの巫女（英語版）』、ヨゼフ・ボフスラフ・フェルステル『エヴァ』、ヴァルター・ブラウンフェルス『ブランビッラ姫』
- 2005年：ドニゼッティ『ロアン家のマリア』、ガブリエル・フォーレ『ペネロープ』、フロイド『スザンナ』
- 2006年：コンラッド・スーザ『変身』、ドニゼッティ『ドン・グレゴリオ』
- 2007年：ヴァイル『銀の湖』、ドヴォルザーク『ルサルカ』、ブゾーニ『アルレッキーノ』
- 2008年：カルロ・ペドロッティ『皆で仮面をつけて』、リムスキー＝コルサコフ『雪娘』、リチャード・ロドニー・ベネット『硫黄鉱山』
- 2009年：ロッシーニ『結婚手形』、エマニュエル・シャブリエ『教育欠如（英語版）』、ジョン・コリリアーノ『ヴェルサイユの幽霊（英語版）』、ドニゼッティ『マリア・パディッラ』
- 2010年：メルカダンテ『ヴァージニア』、スメタナ『口づけ』、ピーター・アッシュ『黄金のチケット』
- 2011年：トマ『セリメーヌの法廷（英語版）』、ロマン・スタトコフスキ『マリア』、ドニゼッティ『パリのジャンニ』
- 2012年：フランチェスコ・チレア『アルルの女（英語版）』、シャブリエ『いやいやながらの王様』、フレデリック・ディーリアス『村のロメオとジュリエット』
- 2013年：マスネ『ナヴァラの娘』、マスネ『テレーズ（英語版）』、ヤコポ・フォローニ『スウェーデン女王クリスティーナ』
- 2014年：アントワーヌ・マリオット（英語版）『サロメ（英語版）』、ケヴィン・プッツ（英語版）『静かな夜（英語版）』、アントニオ・カニョーニ 『ドン・ブチェファーロ（英語版）』
- 2015年：エロルド『プレ・オ・クレール』、マスカーニ『グリエルモ・ラトクリフ（英語版）』、ディーリアス『コアンガ（英語版）』
- 2016年：フェリシアン・ダヴィッド『エルキュラニュム（英語版） 』、サミュエル・バーバー『ヴァネッサ（英語版） 』、ドニゼッティ『ルデンツ家のマリア（英語版）』
- 2017年：ルイジ・ケルビーニ『メデア』、フォローニ『マルゲリータ』、フランコ・アルファーノ　『復活（英語版）』
- 2018年：フランコ・レオーニ『ロラコーロ』＆ジョルダーノ『堕落した生活（英語版）』、メルカダンテ『イル・ブラーヴォ（英語版）』、ウィリアム・ボルコム『8時の晩餐（英語版）』
- 2019年：スタンフォード『ベールに覆われた預言者（英語版）』、マスネ『ドン・キショット』、アントニオ・ヴィヴァルディ『テンペのドリラ（英語版）』